# La Peau qui brûle
Pour plus de détails, voir Fiche technique et Distribution.
La Peau qui brûle (La rossa dalla pelle che scotta) est un giallo italien réalisé par Renzo Russo et sortie en 1972.

## Synopsis
À Istanbul, un peintre sans le sou utilise comme muse et modèle une femme de petite vertu dont il tombe amoureux au bout d'un moment. Quand la femme lui fait part de ses intentions de s'enfuir avec l'un de ses amants, ça met le peintre en rage telle qu'il l'assassine. Enfermé chez lui après son forfait, il continue à peindre. Comme muse, il utilise une grande poupée qui lui a été laissée en cadeau par un ami hippie de la femme assassinée... 

## Fiche technique
- Titre original italien : La rossa dalla pelle che scotta[1],[2],[3]
- Titre français : La Peau qui brûle[4]
- Réalisation : Renzo Russo
- Scenario : Renzo Russo
- Photographie :	Luciano Trasatti (it)
- Montage : Attilio Vincioni
- Musique : Sante Maria Romitelli (it)
- Maquillage : Angelo Roncaioli
- Production : Mario Maestrelli
- Société de production : SaNa Film
- Pays de production :  Italie
- Langue originale : Italien
- Format : Couleurs par Eastmancolor - Son mono - 35 mm
- Durée : 82 minutes
- Genre : Giallo
- Dates de sortie :
  - Italie : 10 août 1972
  - France : 1er novembre 1973

## Distribution
- Farley Granger : John Ward
- Krista Nell : la poupée obéissante
- Erika Blanc : la poupée sensuelle
- Venantino Venantini : chasseur
- Ivana Novak : Mala
- Aydin Terzel
- Umberto Di Grazia
- Giorgio Dolfin
- Filippo Perrone
- Fatma Karanfil
- Erol Keskin